# Felix Passlack
Felix Passlack (Bottrop, 29 de maio de 1998) é um futebolista profissional alemão que atua como lateral-direito. Atualmente joga pelo Bochum.

## Carreira
Felix Passlack começou a carreira no Borussia Dortmund.

## Títulos
Borussia Dortmund
- Copa da Alemanha: 2016–17, 2020–21[2]

### Prêmios individuais
- Equipe do torneio do Campeonato Europeu Sub-17 de 2015[3]
- 12º melhor jovem do ano de 2017 (FourFourTwo)[4]